# Cape Crewe
Cape Crewe är en udde i Sydgeorgien och Sydsandwichöarna (Storbritannien). Den ligger i den nordvästra delen av Sydgeorgien och Sydsandwichöarna.
Terrängen inåt land är kuperad. Havet är nära Cape Crewe åt nordost.  Det finns inga samhällen i närheten. 